# Lillian May Davies
Vương tức Lilian, Công tước phu nhân xứ Halland (nhũ danh Lillian May Davies, 30 tháng 8 năm 1915 – 10 tháng 3 năm 2013), là một người mẫu thời trang xứ Wales và trở thành thành viên của vương thất Thụy Điển vào năm 1976 khi bà kết hôn với Bertil của Thụy Điển, Công tước xứ Halland. Như vậy, bà cũng đồng nghĩa là thím của Vua Carl XVI Gustaf của Thụy Điển và mợ của Nữ vương Margrethe II của Đan Mạch.

## Sinh thời
Bà sinh vào ngày 30 tháng 08 năm 1915, tại Swansea, Nam xứ Wales, là con gái của William John Davies và vợ Gladys Mary (nhũ danh Curran). Cô bỏ một 'l' từ tên đầu tiên của cô khi cô trở thành một người mẫu thời trang. Cô được nhìn thấy trên các tạp chí thời trang như Vogue. Cha mẹ cô ly thân vào những năm 1920, nhưng họ đã không ly dị chính thức cho đến năm 1939.

## Kết hôn lần thứ nhất
Năm 1940, cô kết hôn với nam diễn viên người Scotland Ivan Craig (1912-1994) ở Horsham, Tây Sussex. Một thời gian ngắn sau khi đám cưới của họ, Craig tham gia quân đội Anh và ở tại châu Phi, nơi ông phục vụ trong Thế chiến II. Trong thời gian này Lilian làm việc tại một nhà máy làm radio cho Hải quân Hoàng gia Anh và tại một bệnh viện dành cho binh sĩ bị thương.

## Kết hôn lần thứ hai
Năm 1943, cô đã gặp Vương tử Bertil của Thụy Điển, ở Luân Đôn, trong bữa tiệc cocktail sinh nhật lần thứ 28 của mình. Ngay sau cuộc gặp mặt, họ đã nảy sinh tình cảm với nhau, dù cô ấy vào thời điểm đó đã có chồng, người mà cô đã ly dị hai năm sau đó vào năm 1945. Cuộc ly hôn được truyền thông đương thời mô tả là rất thân thiện và không có sự chỉ trích nào từ hai bên. Cô về sống với Hoàng tử Bertil nhưng hai người không lấy nhau mãi đến ngày 07 tháng 12 năm 1976 họ mới chính thức kết hôn tại nhà thờ Drottningholm Palace trong sự hiện diện của nhà vua và hoàng hậu Thụy Điển.
Từ năm 1976 đến năm 2005, Vương phi Lilian tham dự giải Nobel hàng năm. Ở tuổi 91 cô ngưng công việc này, vì tuổi già

## Liên kết
- The Royal Court of Sweden: Princess Lilian, Duchess of Halland Lưu trữ ngày 24 tháng 7 năm 2010 tại Wayback Machine